# Ferdinand II. Štýrský
Ferdinand II. Štýrský (9. července 1578 Štýrský Hradec – 15. února 1637 Vídeň) z rodu Habsburků byl císař římský, král český, uherský, chorvatský a arcivévoda rakouský v letech 1619–1637, a v letech 1590–1637 jako Ferdinand III. rovněž vévoda štýrský, resp. vladař Vnitřních Rakous.
Ač osobně nepříliš politicky schopný, sehrál tento hluboce, až fanaticky věřící katolický panovník významnou roli ve střední Evropě raného novověku: povedlo se mu definitivně upevnit vládu svého rodu v soustátí českých, rakouských a uherských zemí, zlomit stavovské monarchie v těchto zemích a položit základy absolutismu v habsburské říši. Stalo se tak především díky vítězství jeho sil nad povstalými českými stavy v první fázi třicetileté války, po čemž následovala doba bezohledné rekatolizace Čech a Moravy, spojená s ohromnými konfiskacemi a rozkrádáním majetku velké části české šlechty a měst, jakož i masovou emigrací protestantských šlechticů a měšťanů. Českému státu byly tak způsobeny ohromné škody a dalšími centralizačními opatřeními vážně podkopána jeho suverenita i soudržnost korunních zemí; česká kultura byla zatlačena do druhořadého postavení. Proto je Ferdinand v českých dějinách tradičně chápán v silně negativním světle a jeho vláda jako počátek „Temna“.
Podobně nekompromisní rekatolizačně-centralistické postupy se snažil uplatnit i v části Uher pod habsburskou vládou a především v Říši, kde ovšem narazil na tuhý odpor a dokázal podstatně méně, než chtěl. Rozdrcení a potrestání Rýnské Falce vyvolalo druhou fázi třicetileté války, tzv. dánskou válku, již sice císař díky talentovanému vojevůdci Valdštejnovi dokázal vyhrát, ovšem naprosto nereálné a provokativní požadavky jím následně (1629) vydaného tzv. restitučního ediktu tolik pobouřily protestantskou část Říše, že si zavolala na pomoc Švédsko, k němuž se o pět let později přidala i tradičně protihabsburská Francie. Uprostřed zmatků a útrap války u jejíhož počátku stál, Ferdinand II. zemřel, když předtím zajistil uherský, český a říšský trůn pro svého syna. Zanechal Svatou říši římskou v těžce rozháraném stavu, zdevastovanou, s ještě oslabenější autoritou císaře a již bez naděje na nějaké opětné sjednocení pod jednou vírou. Ve svých „dědičných zemích“ však dosáhl toho, o čem jeho předchůdci od roku 1526 mohli jen snít.

## Život a vláda

### První roky

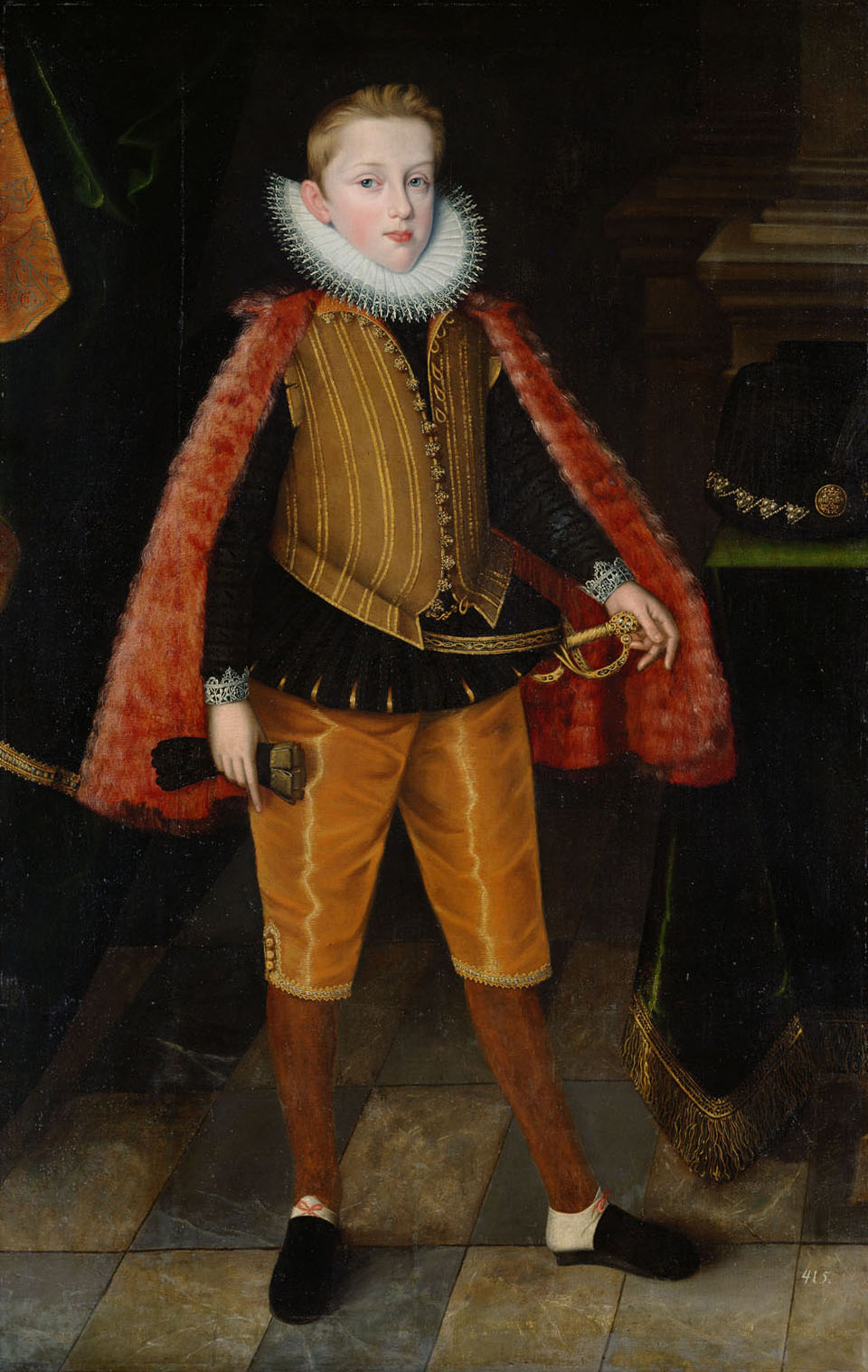
Ferdinand kolem roku 1591

Narodil se 9. července 1578 jako nejstarší syn arcivévody Karla II. Štýrského (1540–1590), syna císaře Ferdinanda I., a Marie Anny Bavorské (1551–1608). Byl vychováván v přísné katolické víře. Na výchovu osobně dohlížela jeho matka, která ovlivňovala i jeho pozdější rozhodnutí, a to až do své smrti v roce 1608. V roce 1590 byl dvanáctiletý Ferdinand poslán do jezuitské koleje v bavorském Ingolstadtu. Krátce nato však zemřel jeho otec, arcivévoda Karel, a regentskou vládu v tzv. Vnitřních Rakousích, (které zahrnovaly Štýrsko, Korutany a Kraňsko) za nezletilého Ferdinanda vykonával jeho starší bratranec Maxmilián III. Ferdinandovi katoličtí učitelé mu vštípili přesvědčení, že panovník je zodpovědný za duchovní spásu svých poddaných a jeho povinností je chránit před odklonem od „správné“ (katolické) víry. To byl zřejmě důvod, proč později nestrpěl nekatolíky na ovládaných územích. Jeho politika byla ovlivněna tímto postojem a spočívala především v nekompromisním postupu proti příslušníkům nekatolických církví.

### Počátek vlády v dědičných zemích

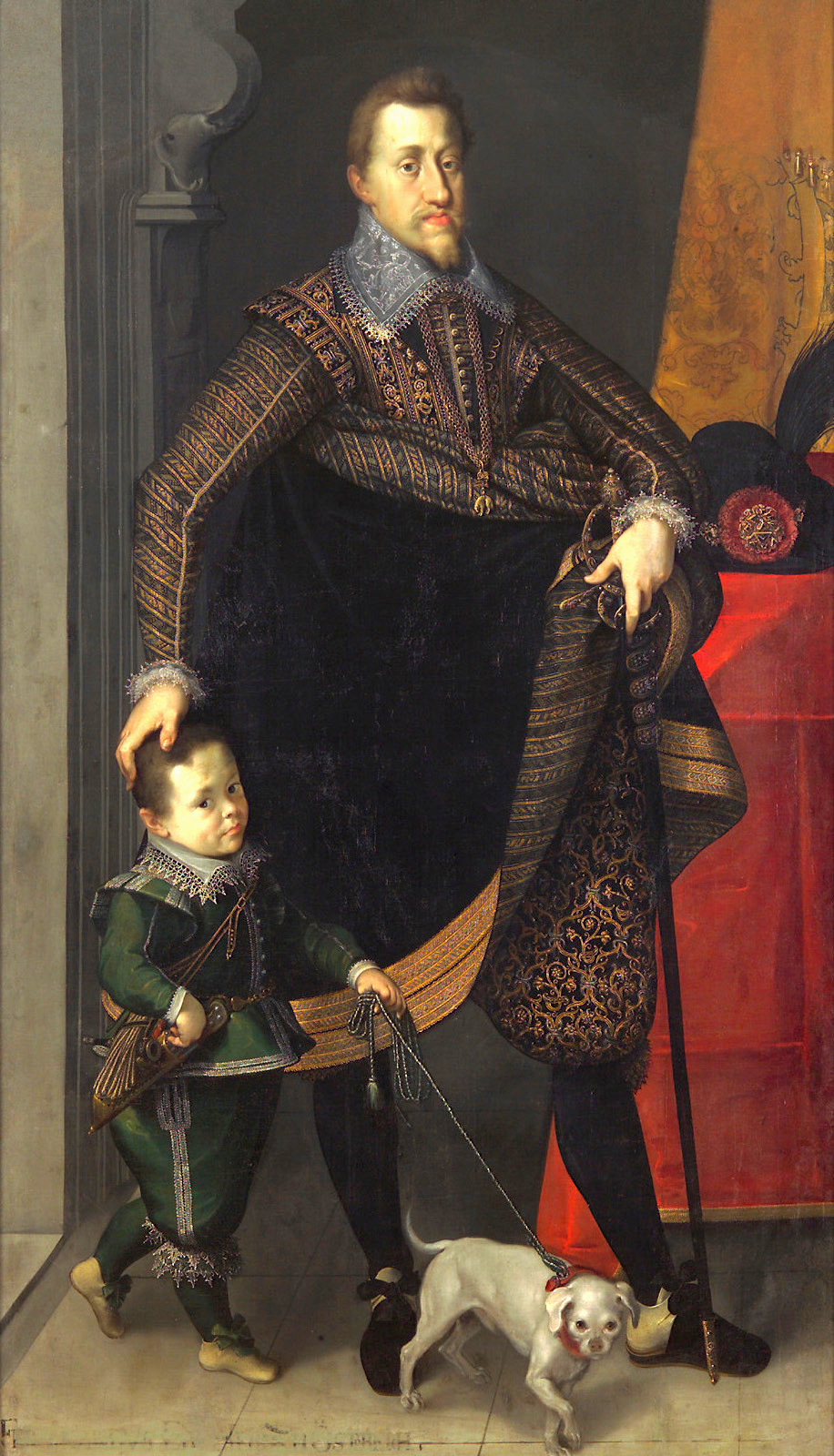
Vévoda Ferdinand (přemalovaný pozdější nápis v levém dolním rohu jej určuje jako arcivévodu rakouského, ačkoliv té době ještě Rakousům nevládl) se svým dvorním trpaslíkem. Olejomalba Josefa Heintze st. z roku 1604

Do dědičných zemí se navrátil po dokončení svých studií v roce 1595 a podnikl pouť do Loreta a Říma. Jednalo se o tzv. kavalírskou cestu, při které v tehdejší době mladí šlechtici získávali zkušenosti. V habsburském rodě však byla taková cesta neobvyklá. Ferdinand byl jediným příslušníkem rodu, který něco takového podnikl. Krátce po návratu začal tvrdě potlačovat vyznavače nekatolické víry. V roce 1598 například vypověděl nekatolické kazatele a duchovní ze Štýrského Hradce. Jeho kroky vyvolávaly odpor mezi protestantskou šlechtou. Její nejednotnost mu však nakonec umožnila dosáhnout toho, že kolem roku 1600 již byla většina území vnitrorakouských zemí alespoň formálně katolická.
V první fázi rodinného sváru známého jako Bratrský spor Ferdinand zpočátku podporoval bratra Rudolfa II. Matyáše, který chtěl melancholického císaře přesvědčit k abdikaci, ale Matyášovy ústupky protestantům v Uhrách, Rakousku a Čechách Ferdinanda pobouřily. Plánoval spojenectví k posílení postavení katolické církve ve Svaté říši římské, ale katolická knížata založila v roce 1610 Katolickou ligu bez jeho účasti.

### Český král
Vzhledem k tomu, že císař Matyáš neměl žádné potomky, byl ještě za jeho života přijat českými stavy za českého krále (5. června 1617) a korunován v chrámu sv. Víta v Praze 29. června téhož roku. Volbu mu zaručila tzv. Oňatova smlouva mezi rakouskými a španělskými Habsburky, podle které se španělská větev rodu vzdala nároku na vládu ve středoevropských zemích. Čeští stavové, kteří věděli o jeho protireformačním tažení v Korutanech a Štýrsku, jej zvolili za příslib respektování Rudolfova majestátu, který zaručoval náboženské svobody šlechty a měšťanů.

### České stavovské povstání
Šlo o absolutistického vládce, jenž popíral světská práva šlechty, která se v nově ovládnutých zemích dosud těšila značným výsadám a měla významný podíl na vládě. Vzhledem k vysokému počtu protestantů (a to i mezi šlechtou) se nový král stal brzy nepopulárním. Někteří jeho odpůrci zahájili dne 23. května 1618 Pražskou defenestrací české stavovské povstání, kterým začala v Evropě třicetiletá válka. Na stranu českých nekatolických stavů se dala také protestantská šlechta z Horních a Dolních Rakous, která nechtěla Ferdinanda přijmout za arcivévodu. Vídeňský dvůr, ovládaný císařovým kancléřem kardinálem Kleslem, chtěl situaci řešit diplomatickou cestou. On sám však nebyl ochoten ke kompromisům a prosazoval radikální kroky. Proto nechal Khlesla v červenci 1618 zatknout a internovat. Nemocný císař v dané situaci zůstal pasivní a nijak nezasáhl.
Po smrti císaře Matyáše v březnu 1619 se nemohl fakticky ujmout vlády v českých a rakouských zemích. Česká stavovská vojska pod vedením Matyáše Thurna oblehla Vídeň, ale o její dobytí se nepokusila. Stavovští předáci se dohodli, že se pokusí o diplomatické řešení. Chtěli jej donutit, aby potvrdil dřívější stavovské a náboženské svobody v Dolních a Horních Rakousích a v českých zemích. Dne 5. června 1619 pronikli zástupci rakouské protestantské šlechty do vídeňského Hofburgu a předložili mu své požadavky. Avšak dříve, než byl donucen tyto požadavky přijmout, byl osvobozen rychlým zásahem vojenského oddílu. On sám to pokládal za zásah boží Prozřetelnosti a její ochrany. Tato událost ho utvrdila v přesvědčení, že proti jinověrcům je třeba jednat rázně, a ovlivnila jeho další politické kroky.
Dne 19. srpna byl generálním sněmem Koruny české prohlášen za sesazeného. O týden později byl novým českým králem zvolen Fridrich Falcký, známý jako „zimní král“, který stál v čele Protestantské unie.

### Římský císař

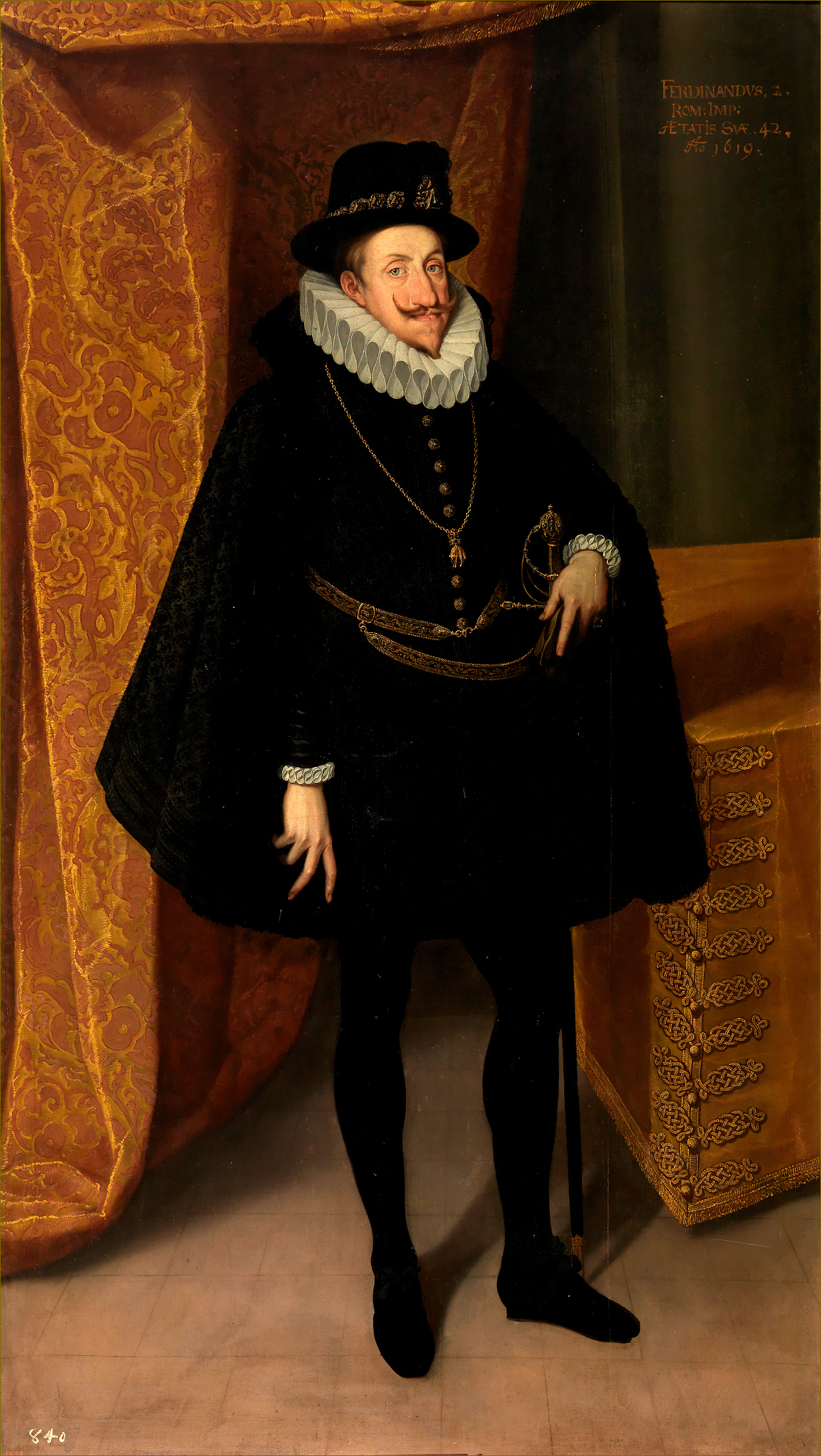
Ferdinand II. roku 1619

Určitou satisfakci obdržel poté, co byl 28. srpna 1619 říšskými kurfiřty ve Frankfurtu nad Mohanem jednomyslně zvolen a korunován císařem Svaté říše římské. Bylo to v době kdy vládl pouze sjednoceným rakouským zemím, ale neovládal žádnou z královských korun. Jedním z kurfiřtů, kteří mu dali svůj hlas, byl i Fridrich Falcký.
Jediný problém byl s kurfiřtským hlasem českého krále, vzhledem k tomu, že nebylo úplně jasné, kdo tímto hlasem disponuje. Čeští stavové považovali sesazení českého krále za legální, a proto vyslali do Frankfurtu své poselstvo. Pokud by nebyl sesazen podle práva, měl by tento hlas on sám. Z tohoto důvodu se hlasovalo o tom, komu hlas náleží, a výsledek byl nerozhodný. Později, když se hlasovalo, není již sedmý hlas zmiňován.
Je spíše zajímavostí, že v této době se rozšířila pověst, že byl stižen mrtvicí, ochrnul na polovinu těla a oslepl na jedno oko, což však nebyla pravda.

### Potlačení stavovského povstání
Cestou zpět do Vídně uzavřel v Mnichově tajnou dohodu se svým příbuzným Maxmiliánem I. Bavorským, s jehož pomocí a s pomocí polských a španělských katolických spojenců se mu již v září podařilo uklidnit poměry v rakouských zemích. Jako odměna za pomoc byly Bavorsku zastaveny Horní Rakousy.
Spojenci pak porazili 8. listopadu 1620 české stavovské vojsko v bitvě na Bílé hoře. Tato bitva, ač nepříliš rozsáhlá, znamenala zásadní obrat v dalším vývoji. Po porážce českých stavů opustil Fridrich Falcký zemi, a Ferdinand II. se tak mohl opět ujmout vlády. Místodržícím v Čechách jmenoval Karla z Lichtenštejna a zrušil Rudolfův Majestát tím, že ho jednoduše přestřihl nůžkami. Následovala vlna zatýkání, konfiskací majetku a tvrdých trestů. Dne 21. června 1621 nechal popravit na pražském Staroměstském náměstí vůdce povstání.
V roce 1622 vydal tzv. generální pardon, jímž omilostnil další účastníky povstání. Milost se týkala zachování osobních práv šlechticů, nikoliv však majetku. V následujícím roce a půl nastalo další rozsáhlé zabavování majetku české protestantské šlechty a královských měst, který následně výhodně získaly jiné, katolické, většinou cizí šlechtické rody.
Potlačení povstání znamenalo nečekanou příležitost k prosazení rekatolizačních snah a provedení kroků omezujících moc šlechty v přímo ovládaných zemích s výjimkou Uher.

### Obnovené zřízení zemské

Dědičné habsburské země ve Svaté říši římské před uzavřením pražského míru roku 1635:
15. století – rakouské země
1627 – české země

Po potlačení povstání začal uplatňovat tvrdou rekatolizační politiku a upevňovat centrální moc a začlenění českých zemí do habsburské monarchie. Postupně, zejména v době válečného příměří mezi roky 1622 a 1623, vydal několik nařízení, která vedla k upevnění panovnické moci. Tato dílčí opatření nakonec byla zahrnuta do jednotného právního dokumentu. V roce 1627 vydal tzv. Obnovené zřízení zemské pro Čechy, což byla ústava, která mimo jiné prohlásila České království za dědičné v habsburské linii, zaváděla absolutismus namísto dosavadního stavovského zřízení (zemské sněmy ztratily právo volby českého krále), zrovnoprávnila němčinu s češtinou v úředním styku (od roku 1615 byla jednacím jazykem zemského sněmu pouze čeština) a zavedla jako jediné povolené katolické náboženství. O rok později vydal stejný zákoník i pro Moravu. Ustanovení Obnoveného zřízení zemského se udržela v platnosti až do roku 1848.

### Rekatolizace a emigrace českých protestantů
V této době v důsledku tvrdé protireformační politiky musela zemi opustit velká část české inteligence, která odmítla přestoupit na katolickou víru (např. Jan Amos Komenský, Pavel Stránský, Pavel Skála ze Zhoře, Václav Hollar aj.). To v praxi znamenalo postupný kulturní a jazykový úpadek českého národa. Zástupci stavů měli na výběr, zda přestoupí na katolickou víru, nebo emigrují. Poddaný lid však byl ke katolictví nucen přestoupit povinně.
Došlo i k zásadní proměně ve vlastnictví statků v zemích Koruny české. V Čechách byly konfiskacemi postiženy tři čtvrtiny území, na Moravě se jednalo o víc než třetinu území. Z celkového počtu 926 statků jich 435 podléhalo pobělohorské konfiskaci, z toho bylo 147 větších panství. Z 254 starých českých panských rodů zbyla asi desetina, počet rodin z rytířského stavu klesl z 1128 na necelé dvě stovky.

### Uherský král
Za podobných příslibů, které dal při volbě českým králem, byl Ferdinand v roce 1618 zvolen také uherským králem. Situace v zemi byla značně komplikovaná, neboť Uherské království bylo v průběhu 16. a 17. století rozděleno do tří částí. Habsburkové ovládali pouze tzv. „královské Uhry“, které se rozkládaly na území Horní země (dnešní Slovensko), Chorvatska a úzkého pásu při hranicích s Rakouskem. Centrální část Uher byla součástí turecké Osmanské říše a na východě se nacházelo samostatné Sedmihradské knížectví, které bylo politicky závislé na Osmanské říši. Toto období se vyznačovalo častými válečnými konflikty.
Po propuknutí českého stavovského povstání využil situace sedmihradský kníže Gabriel Bethlen, který snil o znovusjednocení Uher a zároveň byl důležitým spojencem protestantů ve Svaté říši římské. Protestantské stavy v Uhrách dojednaly spojenectví mezi českými vzbouřenci a Bethlenem. Ten mu v roce 1619 vyhlásil válku a podařilo se mu obsadit téměř celé Horní Uhry. Ve spojení s moravskými a českými oddíly následně oblehl Vídeň. Ačkoliv byl donucen k ústupu, udržel si v následném příměří vládu nad dobytými oblastmi a 25. srpna 1620 nechal uherským sněmem zvolit za krále namísto Ferdinanda. S tímto krokem by bývala souhlasila i turecká Porta (nejvyšší orgán Osmanské říše), ovšem pod podmínkou, že se vzdá Sedmihradska, což pro něj bylo nevýhodné.
Mezitím bylo v Čechách poraženo stavovské povstání. To mezi uherskou šlechtou vyvolalo paniku a ta spěchala ujistit jej o své loajalitě. Bethlen zůstal osamocen a musel vzdorovat protiútoku. Císařské jednotky postupovaly do Horních Uher a podařilo se jim dobýt zpět území, o které císař přišel po vypuknutí povstání. Dne 6. ledna 1622 byl uzavřen mikulovský mír, v němž se Bethlen vzdal nároků na královský titul a většiny dobytých území (kromě sedmi stolic na východě Horních Uher a vévodství ve Slezsku). Týden po uzavření míru pak ujistil uherské stavy, že budou zachována jejich privilegia a náboženské svobody.
Až do své smrti (1637) nemusel čelit útokům sedmihradských knížat, ačkoliv k tomu byla protestantskými spojenci vybízena. K tomu došlo až za vlády jeho syna.

### Rozšíření válečného konfliktu do Říše
Po porážce stavovského povstání napadla císařská a španělská vojska porýnskou Falc (říšské panství uprchlého českého krále Fridricha). V září 1622 se podařilo dobýt sídelní město Heidelberg. Aby císař získal zpět zastavené Horní Rakousy, odebral v rozporu se Zlatou bulou Karla IV. Fridrichovi kurfiřtskou hodnost (spojenou s právem volit císaře a dalšími privilegii) a převedl ji na bavorského vévodu, který se navíc stal regentem. Tento krok vyvolal odpor u protestantských knížat a zformování protikatolické koalice v říši. Do čela této koalice se postavil dánský král Kristián IV., který byl zároveň říšským knížetem v Šlesvicku a Holštýnsku.

### Albrecht z Valdštejna
Tehdy přijal do svých služeb Albrechta z Valdštejna, který mu půjčoval peníze a nabídl vojenskou pomoc a postavení armády na vlastní náklady. V roce 1625 jmenoval Valdštejna vrchním velitelem císařských vojsk. Valdštejn si císaře zavázal a ze svých služeb ekonomicky profitoval. Zároveň jako schopný vojevůdce svedl řadu úspěšných bitev. Jeho zásluhou se většina bojů třicetileté války za Ferdinandova života vedla mimo území českých a rakouských zemí.

### Restituční edikt
Na základě dosavadních úspěchů pak začal rozšiřovat snahy o rekatolizaci na území celé Svaté říše římské, v jejímž čele stál. V roce 1629 vydal tzv. restituční edikt, kterým požadoval navrácení náboženských a územních poměrů před rok 1555, kdy byl uzavřen tzv. augšpurský mír. To vedlo k rozpoutání výpadů protestantského Švédska proti Habsburkům.

### Zavraždění Albrechta z Valdštejna

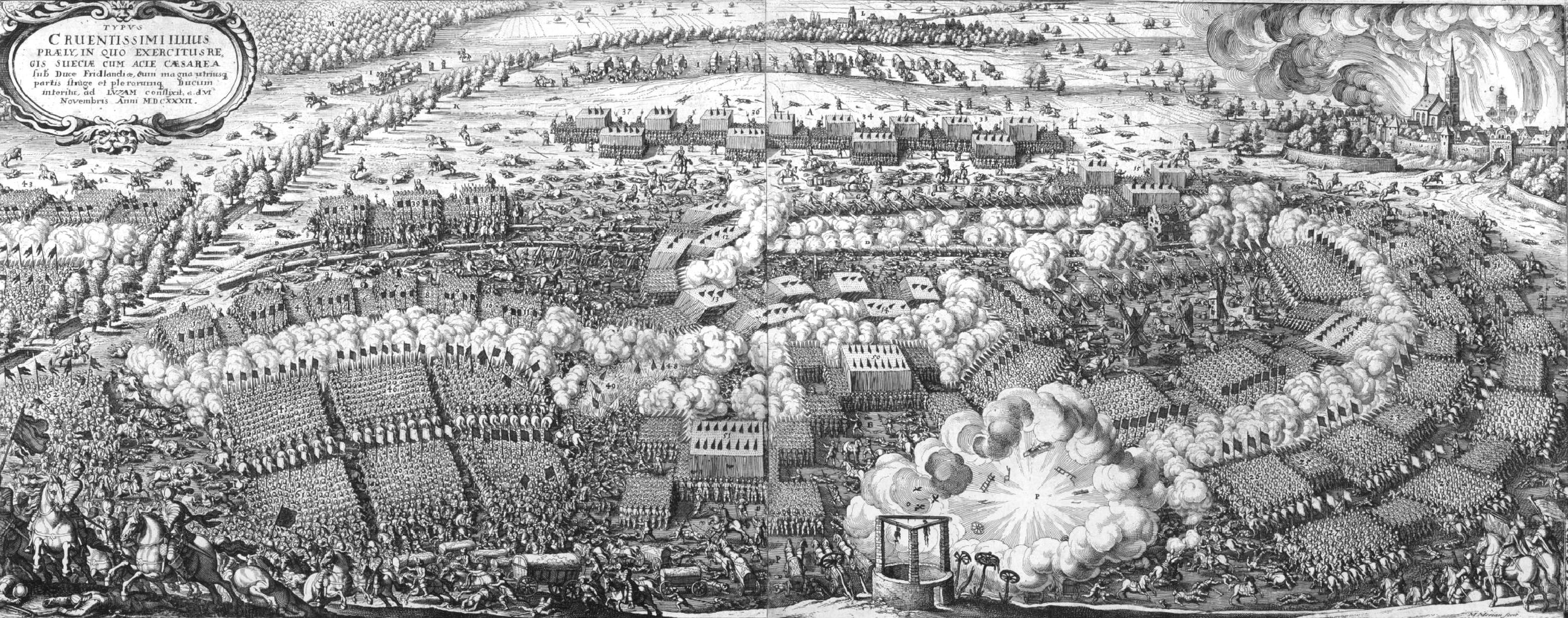
Bitva u Lützenu mezi císařskou armádou a švédsko-saskými vojsky roku 1632

Valdštejn, který získal velkou moc v Pobaltí, varoval Ferdinanda před vydáním restitučního ediktu, protože se obával, aby se pobouřená protestantská knížata nespojila se švédským králem Gustavem II. Adolfem. Na dvoře Ferdinanda se ale Valdštejnovi nepřátelé snažili císaře přesvědčit o nebezpečnosti veliké moci císařského vrchního velitele vojsk a proto byl na říšském sněmu v Řezně v roce 1630 zbaven velení císařské armády. Po Tillyho porážce v bitvě u Breitenfeldu a saské okupaci Prahy ho Ferdinand znovu povolal do svých služeb. Do května 1632 Valdštejn postupně osvobodil Čechy i Bavorsko a dne 16. listopadu 1632 svedl nerozhodnou bitvu u Lützenu, v níž padl švédský král Gustaf Adolf.
Valdštejn získal díky svému postavení a schopnostem značný vliv a bohatství, což pochopitelně budilo závist mezi jeho odpůrci. Začátkem roku 1634 císař uvěřil zprávám o údajné Valdštejnově zradě, a nechal ho proto 25. února v Chebu zavraždit. Za duši frýdlantského vévody nechal sloužit na tři tisíce mší.

### Postoupení Lužice Sasku
Ve snaze získat přízeň saského kurfiřta Jana Jiřího postoupil roku 1635 Sasku území Horní i Dolní Lužice uzavřením separátního míru (tzv. pražský mír), což znamenalo trvalou ztrátu tohoto historického území Koruny české.

### Konec života
Ještě za svého života prosadil korunovaci svého syna Ferdinanda III. římským králem (prosinec 1636). Zemřel ve Vídni 15. února 1637. Dokázal prosadit svoji koncepci centralizované Habsburské monarchie, zanechal však své země v ničivé smršti bojů třicetileté války, která v době jeho smrti zdaleka nebyla u konce.
Pohřben byl v mauzoleu ve Štýrském Hradci, které sám založil. Jeho srdce bylo uloženo v Hrobce srdcí v augustiniánském kostele a jeho vnitřnosti ve Vévodské hrobce svatoštěpánské katedrály ve Vídni.

## Osobní charakteristika
Bojácný, úzkostlivě pobožný a snadno ovlivnitelný Ferdinand II. nepatřil mezi panovníky s výraznou osobností. Jeho okolí jej vnímalo jako vlídného a laskavého člověka, byl věrným manželem a milujícím otcem rodiny, současně však jako charakterem prostupovala fanatická oddanost katolické víře spojená s vyhrocenou náboženskou nesnášenlivostí, která formovala jeho osobní život i důležitá politická rozhodnutí.[zdroj?]
Francouzský historik Ernest Denis o něm napsal, že „měl všecky vlastnosti výborného venkovského faráře, byl veselý, dobré mysli, omezeného vědění, bázlivý a úzkostlivý. Tento panovník, jehož vláda je jednou z nejkrvavějších v dějinách, neměl ani kapku žluči … Jsa povahy mírné, ctnostný bez boje, vedl život jednotvárný a pokojný uprostřed svých dětí. Byl velmi něžný, laskavý ke svým sluhům, jimž rád odpouštěl jejich poklesky. Okolo sebe rád viděl tváře spokojené, byl štědrý, ba až marnotratný …“[zdroj?]
Tuto charakteristiku doplnil český historik Josef Pekař následovně: „Císař Ferdinand II., jenž zvítěziv potrestal tak hrozně odboj stavovský v Čechách, byl osobně panovník malého významu a nadání. Ale jeho pevná víra naplňovala jej důvěrou v budoucnost i v situacích nebezpečných. Nestaral se mnoho o státní záležitosti, jež ovládli cele jeho důvěrníci političtí i duchovní, z těchto zejména zpovědníci jezuité. Nejraději hověl lovu a jiným zábavám, vydávaje peníze nešetrně a neznaje míry v rozdílení statků a vyznamenání těm, jimž důvěřoval.“[zdroj?]
Rozhodování o důležitých věcech nechával na svých schopných rádcích, kteří byli skutečnými vládci. Zvláště velký vliv měli jeho rádce Jan Oldřich z Eggenberku (přezdívaný „neomezený pán císařovy vůle“) a zpovědník, jezuitský páter Lamormain. Oba s ním přišli do Vídně ze Štýrska. Z císařovy hlavy údajně nebyla ani drastická opatření po potlačení českého stavovského povstání. Před tím, než potvrdil trest smrti pro 27 českých pánů, údajně celou noc nespal a radil se se svým zpovědníkem. Rozsudky nakonec podepsal až poté, co se zavázal vykonat kajícnou pouť k zázračnému obrazu Panny Marie do Mariazellu.
Postoje, které zastával a které ovlivňovaly jeho politiku, vycházely ze slov jeho jezuitského vychovatele a zpovědníka Bartholomea Villera, jehož později mnohokrát citoval: „Kníže je zodpovědný za tělesné, ale hlavně za duševní blaho svých poddaných. Teď jsou ale takové časy, že se mnoho poddaných odvrátilo od spásonosného učení římské církve a provinilo se kacířstvím. Nejvyšší cíl pravého knížete musí tedy být takové kacířství potlačit a zachránit tím spásu duší svých poddaných. Pokud tak nečiní, ohrožuje tím spásu vlastní duše. Boží oblíbenec musí vždy sledovat Boží zájem, ba i být připraven vzít žebráckou hůl než Boží věc nějakým způsobem ohrozit…“

## Rodina
Byl dvakrát ženatý. Se svou první manželkou princeznou Marií Annou (1574–1616), dcerou bavorského vévodského páru Viléma V. a Renaty Lotrinské, kterou si vzal 23. dubna 1600 ve Štýrském Hradci, měl Ferdinand 7 dětí (3 z nich zemřely v dětském věku).
- Kristýna (květen – červen 1601)
- Karel (25. května 1603)
- Jan Karel (1. prosince 1605 – 26. prosince 1619), arcivévoda rakouský
- Ferdinand III. (13. července 1608 – 2. dubna 1657), arcivévoda rakouský, císař římský, král český, uherský a chorvatský, markrabě moravský (vše 1637–1657)

1. ⚭ 1631 Marie Anna Španělská, dcera krále Filipa III. a Markéty Habsburské
2. ⚭ 1648 arcivévodkyně Marie Leopoldina Tyrolská, dcera arcivévody Leopolda V. a Klaudie Toskánské z rodu Medicejských
3. ⚭ 1651 princezna Eleonora Magdalena Gonzagová, dcera vévody Karla II. a jeho manželky Marie de Gonzaga

- Marie Anna (13. ledna 1610 – 25. září 1665) ⚭ 1635 Maxmilián I. (17. dubna 1573 – 27. září 1651), kurfiřt a vévoda bavorský
- Cecílie Renata (16. července 1611 – 26. března 1644) ⚭ 1637 Vladislav IV. Vasa (9. června 1595 – 20. května 1648), polský král a velkokníže litevský
- Leopold I. Vilém (5. ledna 1614 – 20. listopadu 1662), rakouský arcivévoda, velmistr řádu německých rytířů, arcibiskup magdeburský, nizozemský místodržitel

Po smrti Marie Anny byl 6 let vdovcem, než se oženil podruhé. V období svého vdovectví se údajně bránil svým sexuálním potřebám tím, že si oblékal žíněné roucho a bičoval se do krve důtkami.
Jeho druhou manželkou se stala princezna Eleonora de Gonzaga, dcera vévody Vincenta I. a jeho druhé manželky Eleonory de Medici. Sňatek se konal 2. února 1622 v Innsbrucku. Druhé manželství zůstalo bezdětné.

## Vývod předků
|               |                         |  |                       |                            |  |  |  |  |  |  |  | Maximilián I. Habsburský |
|               |                         |  |                       |                            |  |  |  |  |  |  |  |                          |
|               | Filip I. Sličný         |  |                       |                            |  |  |  |  |  |  |  |                          |
|               |                         |  |                       |                            |  |  |  |  |  |  |  |                          |
|               |                         |  |                       | Marie Burgundská           |  |  |  |  |  |  |  |                          |
|               |                         |  |                       |                            |  |  |  |  |  |  |  |                          |
|               | Ferdinand I. Habsburský |  |                       |                            |  |  |  |  |  |  |  |                          |
|               |                         |  |                       |                            |  |  |  |  |  |  |  |                          |
|               |                         |  |                       | Ferdinand II. Aragonský    |  |  |  |  |  |  |  |                          |
|               |                         |  |                       |                            |  |  |  |  |  |  |  |                          |
|               | Jana I. Kastilská       |  |                       |                            |  |  |  |  |  |  |  |                          |
|               |                         |  |                       |                            |  |  |  |  |  |  |  |                          |
|               |                         |  |                       | Isabela Kastilská          |  |  |  |  |  |  |  |                          |
|               |                         |  |                       |                            |  |  |  |  |  |  |  |                          |
|               | Karel II. Štýrský       |  |                       |                            |  |  |  |  |  |  |  |                          |
|               |                         |  |                       |                            |  |  |  |  |  |  |  |                          |
|               |                         |  |                       | Kazimír IV. Jagellonský    |  |  |  |  |  |  |  |                          |
|               |                         |  |                       |                            |  |  |  |  |  |  |  |                          |
|               | Vladislav Jagellonský   |  |                       |                            |  |  |  |  |  |  |  |                          |
|               |                         |  |                       |                            |  |  |  |  |  |  |  |                          |
|               |                         |  |                       | Alžběta Habsburská         |  |  |  |  |  |  |  |                          |
|               |                         |  |                       |                            |  |  |  |  |  |  |  |                          |
|               | Anna Jagellonská        |  |                       |                            |  |  |  |  |  |  |  |                          |
|               |                         |  |                       |                            |  |  |  |  |  |  |  |                          |
|               |                         |  |                       | Gaston II. de Foix-Candale |  |  |  |  |  |  |  |                          |
|               |                         |  |                       |                            |  |  |  |  |  |  |  |                          |
|               | Anna z Foix a Candale   |  |                       |                            |  |  |  |  |  |  |  |                          |
|               |                         |  |                       |                            |  |  |  |  |  |  |  |                          |
|               |                         |  |                       | Kateřina z Foix            |  |  |  |  |  |  |  |                          |
|               |                         |  |                       |                            |  |  |  |  |  |  |  |                          |
| Ferdinand II. |                         |  |                       |                            |  |  |  |  |  |  |  |                          |
|               |                         |  |                       |                            |  |  |  |  |  |  |  |                          |
|               |                         |  | Albrecht IV. Bavorský |                            |  |  |  |  |  |  |  |                          |
|               |                         |  |                       |                            |  |  |  |  |  |  |  |                          |
|               | Vilém IV.               |  |                       |                            |  |  |  |  |  |  |  |                          |
|               |                         |  |                       |                            |  |  |  |  |  |  |  |                          |
|               |                         |  |                       | Kunhuta Habsburská         |  |  |  |  |  |  |  |                          |
|               |                         |  |                       |                            |  |  |  |  |  |  |  |                          |
|               | Albrecht V.             |  |                       |                            |  |  |  |  |  |  |  |                          |
|               |                         |  |                       |                            |  |  |  |  |  |  |  |                          |
|               |                         |  |                       | Filip I. Bádenský          |  |  |  |  |  |  |  |                          |
|               |                         |  |                       |                            |  |  |  |  |  |  |  |                          |
|               | Jakobea z Badenu        |  |                       |                            |  |  |  |  |  |  |  |                          |
|               |                         |  |                       |                            |  |  |  |  |  |  |  |                          |
|               |                         |  |                       | Alžběta Falcká             |  |  |  |  |  |  |  |                          |
|               |                         |  |                       |                            |  |  |  |  |  |  |  |                          |
|               | Marie Anna Bavorská     |  |                       |                            |  |  |  |  |  |  |  |                          |
|               |                         |  |                       |                            |  |  |  |  |  |  |  |                          |
|               |                         |  |                       | Filip I. Sličný            |  |  |  |  |  |  |  |                          |
|               |                         |  |                       |                            |  |  |  |  |  |  |  |                          |
|               | Ferdinand I. Habsburský |  |                       |                            |  |  |  |  |  |  |  |                          |
|               |                         |  |                       |                            |  |  |  |  |  |  |  |                          |
|               |                         |  |                       | Jana I. Kastilská          |  |  |  |  |  |  |  |                          |
|               |                         |  |                       |                            |  |  |  |  |  |  |  |                          |
|               | Anna Habsburská         |  |                       |                            |  |  |  |  |  |  |  |                          |
|               |                         |  |                       |                            |  |  |  |  |  |  |  |                          |
|               |                         |  |                       | Vladislav Jagellonský      |  |  |  |  |  |  |  |                          |
|               |                         |  |                       |                            |  |  |  |  |  |  |  |                          |
|               | Anna Jagellonská        |  |                       |                            |  |  |  |  |  |  |  |                          |
|               |                         |  |                       |                            |  |  |  |  |  |  |  |                          |
|               |                         |  |                       | Anna z Foix a Candale      |  |  |  |  |  |  |  |                          |
|               |                         |  |                       |                            |  |  |  |  |  |  |  |                          |